# 중희 (가수)
중희(본명: 조중희, 趙仲熙, 영어: Joong Hee), 1995년 11월 27일 ~ )은 대한민국의 가수이자 대한민국 보이 그룹 에이젝스의 막내이자 리드보컬을 맡아었다.